# Mammoth WVH
Mammoth WVH es una banda estadounidense de hard rock formada en Los Ángeles, California y liderada por Wolfgang Van Halen, inicialmente como un proyecto en solitario mientras él todavía era parte de Van Halen antes de su disolución.

## Historia

### Formación (2015–2021)
El talento musical de Wolfgang Van Halen comenzó a una edad temprana. En 2006, cuando Wolf tenía 15 años, su padre Eddie Van Halen declaró en The Howard Stern Show que su hijo tenía un talento musical inigualable y afirmó: "Espera a escuchar a este niño tocar el bajo, la guitarra y la batería. Puede hacer cualquier cosa". Toco la guitarra... el nombre 'Van Halen', el legado familiar continuará después de que yo me haya ido porque este niño es simplemente natural".
Wolfgang Van Halen se convirtió en miembro oficial de Tremonti, la propia banda del guitarrista Mark Tremonti (un proyecto paralelo del guitarrista principal y compositor de Alter Bridge y Creed) en 2013, reemplazando al anterior bajista Brian Marshall, quien también toca para Alter Bridge. Wolfgang aparece en el álbum de estudio de Tremonti de 2015, Cauterize, y su seguimiento de 2016, Dust.
En febrero de 2015, Eddie anunció que su hijo Wolfgang había comenzado a trabajar en un proyecto de álbum en solitario. La grabación se llevó a cabo en 5150 Studios y duró hasta 2017. El lanzamiento del álbum debut se retrasó porque Wolfgang decidió pasar tiempo con su padre, cuya salud estaba empeorando. En junio de 2019, Wolfgang apareció como invitado en el programa de televisión Food Network de su madre Valerie Bertinelli y anunció que había terminado de grabar el álbum.
El primer sencillo, "Distance", se lanzó el 16 de noviembre de 2020 como homenaje a su padre, quien murió de un derrame cerebral el 6 de octubre de 2020, después de años de luchar contra el cáncer de garganta. Wolfgang reveló más tarde que comenzó a trabajar en la canción años antes como estrategia de afrontamiento, mientras la salud de su padre empeoraba, afirmando que sabía que eventualmente habría una muerte de su amado padre, compañero de banda y mejor amigo.
En febrero de 2021, Wolfgang anunció que el álbum debut homónimo de Mammoth WVH se lanzaría el 11 de junio del mismo año. Más tarde ese mes, Wolfgang declaró que Mammoth WVH seguirá adelante como su proyecto principal, confirmando que si bien comenzó como un proyecto en solitario, considera la formación como una banda. El músico tiene planes adicionales con ellos, incluida una gira. Cuando se le preguntó por qué grabó él mismo el álbum completo, afirmó que quería desafiarse a sí mismo y se inspiró en el trabajo de Dave Grohl como único miembro de los primeros años de Foo Fighters.
En junio de 2021, Wolfgang describió el álbum debut como "personal" y "terapéutico", al tiempo que reconoció la influencia de la carrera de su padre. Al desarrollar el sonido y el estilo general del proyecto, Wolfgang afirmó que si bien "siempre estaré ahí para defender a mi padre y su legado... definitivamente tomé la decisión de no sonar directamente como Van Halen... Creo que Sería aburrido si fuera una copia al carbón de mi padre".

### Mammoth WVH(2021–2022)
El álbum debut Mammoth WVH se lanzó el 11 de junio de 2021. Recibió críticas de críticos musicales que van desde positivas generales hasta aclamaciones. Music Talkers elogió que el álbum "tiene su propio sonido distintivo... no hay dos pistas iguales". Sonic Perspectives declaró que si bien el músico inicialmente recibió dudas y críticas, el álbum "haría que [su padre] orgulloso" y "esperar escuchar su nombre en este negocio durante muchos años más". en casi cualquier dirección que quiera, no sólo por su apellido, sino porque realmente es así de bueno". Consequence Heavy afirmó que si bien la diversidad de canciones crea una falta de cohesión, es un "debut profundamente personal y musicalmente gratificante", al tiempo que declara que la maestría musical es "virtuosa".
Después del lanzamiento del álbum debut, Van Halen agregó a Frank Sidoris, Jon Jourdan, Ronnie Ficarro y Garrett Whitlock a la alineación en preparación para una próxima gira y álbumes futuros. A principios de 2022, la banda se embarcó en una gira coencabezada por Dirty Honey llamada gira Young Guns. La gira terminó en abril.

### Mammoth II(2023–presente)
Durante una entrevista con Eddie Trunk el 26 de febrero de 2022, Wolfgang declaró que esperaba comenzar a grabar un segundo álbum en 2022 luego de una gira de promoción del álbum debut, citando que tiene suficiente material para grabar, así como pistas sobrantes del álbum debut para mirar. El 4 de octubre de 2022, Wolfgang confirmó que había comenzado la grabación del segundo álbum de estudio.
Mammoth II se lanzó en formatos digitales el 4 de agosto de 2023. Además, el LP de 10 canciones se lanzó en un casete rosa de edición limitada disponible en el sitio web de la banda.

## Nombre de la banda
Wolfgang Van Halen eligió el nombre de la banda como Mammoth WVH, como un derivado de la primera banda de su padre llamada Mammoth, que eventualmente evolucionó a Van Halen. El joven Van Halen afirmó que el concepto del nombre surgió de una combinación de inspiraciones. Cuando era niño, Wolfgang creció escuchando el nombre de la antigua banda de su padre y creyendo: "¡Ese es el nombre más genial! Cuando sea mayor, quiero llamar así a mi propia banda". El joven Van Halen admiraba que Eddie tuviera un papel multifacético que incluía ser el cantante principal original de Mammoth, y con sus intenciones de escribir, interpretar y producir únicamente el álbum, se decidió por el nombre. Al decidirse por el título, le presentó su idea a su padre, quien respondió con inmensa positividad y le dio su bendición.

## Miembros
Miembros actuales
- Wolfgang Van Halen – Voz principal y coros, guitarra principal y rítmica, teclados, piano, bajo, batería, percusión, todos los instrumentos de estudio

Miembros en vivo
- Frank Sidoris: guitarra rítmica y principal, coros (2021–presente)
- Jon Jourdan - guitarra rítmica, coros (2021–presente)
- Ronnie Ficarro - bajo, coros (2021–presente)
- Garrett Whitlock - batería, percusión (2021–presente)

## Discografía

### Álbumes de estudio
| Título                                                            | Detalles                                                                            | Posición | Posición | Posición     | Posición | Posición | Posición | Posición | Posición | Posición | Posición |
| Título                                                            | Detalles                                                                            | US       | US Indie | US Hard Rock | US Rock  | CAN      | NLD      | SCO      | SWI      | UK       | UK Rock  |
| ----------------------------------------------------------------- | ----------------------------------------------------------------------------------- | -------- | -------- | ------------ | -------- | -------- | -------- | -------- | -------- | -------- | -------- |
| Mammoth WVH                                                       | - Lanzamiento: 11 de junio de 2021 - Sello: EX1 - Formato: CD, LP, descarga digital | 12       | 1        | 1            | 1        | 53       | 91       | 15       | 18       | —        | 2        |
| Mammoth II                                                        | - Lanzamiento: 4 de agosto de 2023 - Sello: BMG - Formato: CD, LP, descarga digital | 29       | 6        | 1            | 3        | —        | —        | 9        | 4        | 76       | 2        |
| "—" significa que no entró en lista o no fue lanzado en ese país. |                                                                                     |          |          |              |          |          |          |          |          |          |          |

### Sencillos
| "Distance"                                                        | 2020 | 1 | 9 | 25 | 1  | — | Mammoth WVH |
| "Don't Back Down"                                                 | 2021 | 1 | — | —  | —  | 4 | Mammoth WVH |
| "Epiphany"                                                        | 2021 | 9 | — | —  | —  | — | Mammoth WVH |
| "Another Celebration at the End of the World"                     | 2023 | 7 | — | —  | 18 | — | Mammoth II  |
| "I'm Alright"                                                     | 2023 | 6 | — | —  | 19 | — | Mammoth II  |
| "—" significa que no entró en lista o no fue lanzado en ese país. |      |   |   |    |    |   |             |